# 塞萨尔省
塞薩爾省（西班牙語：Departamento del Cesar）是哥倫比亞東北部的一個省，東鄰委內瑞拉。面積为22,905平方公里，2018年人口106万人，首府巴耶杜帕爾。
1967年12月27日設省。下分二十五個自治市。省名是省內主要河流塞薩爾河的西班牙語轉音，原來是奇米拉族對河流的稱呼，意思是「清澈的水」。